# Galbadrachyn Otgonceceg
Galbadrachyn Otgonceceg (kaz. Отгонцэцэг Галбадрах, mong. Галбадрахын Отгонцэцэг, ur. 25 stycznia 1992) – judoczka. Jako reprezentantka Kazachstanu brązowa medalistka olimpijska z Rio de Janeiro.
Barwy Kazachstanu reprezentuje od 2015. Zawody w 2016 były jej pierwszymi igrzyskami olimpijskimi. Po brązowy medal sięgnęła w najniższej wadze, do 48 kilogramów. W 2017 zdobyła brąz mistrzostw świata. W 2016 była mistrzynią Azji, w 2017 zdobyła srebrny medal azjatyckiego czempionatu. W 2015 zdobyła tytuł mistrzyni Kazachstanu.